# Pangrapta flavomacula
Pangrapta flavomacula là một loài bướm đêm trong họ Erebidae.